# Walter van den Broeck (schrijver)
Walter Stefaan Karel van den Broeck (Olen, 28 maart 1941 – Turnhout, 5 februari 2024) was een Vlaams-Kempens roman- en toneelschrijver.

## Biografie
Walter van den Broeck werd geboren op 28 maart 1941 als zoon van een Duitse moeder en een vader met een Vlaamse en Mexicaans-Filipijnse achtergrond. Hij groeide op in de cité naast de koperfabriek in Olen, waar zijn vader werkte. Walter begon zijn loopbaan als leraar Nederlands en geschiedenis in het Vlaamse Rijksonderwijs. In 1974 nam hij ontslag en werd hoofdredacteur van het gratis weekblad Turnhout Express. Hij richtte samen met Frans Depeuter en Robin Hannelore in 1965 het tijdschrift Heibel op, dat kritisch, humoristisch en polemisch gevestigde literaire waarden op de korrel nam.
In 1965 trouwde hij met Eliane de Winter, met wie hij in 1966 twee kinderen kreeg: Stefan (de latere schrijver) in januari en Karl (de latere journalist) in december.
Na een aantal autobiografisch getinte romans werd hij in 1972 bekend met het geëngageerde toneelstuk Groenten uit Balen, geïnspireerd op een waargebeurde staking en zijn gevolgen in de Kempense gemeente Balen. Zijn grote doorbraak kwam er in 1980 met de roman Brief aan Boudewijn, waarbij hij fictief de toenmalige Belgische koning Boudewijn een rondleiding gaf door zijn eigen huis, leven en omgeving, en zo de koning een beeld schetste van Vlaanderen en meer in het bijzonder van de Kempen van onderaf.
Het hoofdwerk van Walter van den Broeck is de vierdelige romancyclus Het beleg van Laken, waarvoor Brief aan Boudewijn de opmaat vormde. Deze romans bevatten twee zich spiegelende niveaus, enerzijds bestaan ze uit duidelijk autobiografisch gekleurde herinneringen aan de jeugd van de auteur en zijn ouders (vooral in Het gevallen baken, het derde deel), anderzijds speelt de verbeelding een belangrijke rol, de fictionele situatie waarin de koning de auteur gevangen heeft gezet in de kelders van zijn kasteel. De koning wil hem pas vrijlaten wanneer hij kan uitleggen waarom hij schrijver is geworden, waar hij pas in deel vier, Het leven na beklag, een bevredigend antwoord op kan formuleren. De titels Het beleg van Laken, Gek leven na het bal!, Het gevallen baken en Het leven na beklag zijn allemaal anagrammen van elkaar. Uit het eerste deel van deze cyclus werd het succesvolle toneelstuk De Tuinman van de Koning gedestilleerd, in Vlaanderen welbekend door de meesterlijke vertolking door acteur Luc Philips.
Zijn werk gaat uit van autobiografische elementen om een tegengeschiedenis te vertellen die haaks staat op de officiële geschiedenis van de grote gebeurtenissen die vaak van abstracte gegevens en analyses uitgaat. Daartegenover vertelt Van den Broeck de concrete, dagelijkse geschiedenis zoals die ervaren wordt door 'de gewone man' en schept daardoor een origineel, maatschappelijk betrokken beeld van hedendaags Vlaanderen in een toegankelijke, soms volkse en komische stijl. Hij won de Staatsprijs voor Toneel in 1982, de Henriette Roland Holst-prijs en de Staatsprijs voor Proza in 1993. Tevens was hij ereburger in zijn geboorteplaats Olen en zijn woonplaats Turnhout. Hij overleed op 5 februari 2024 op 82-jarige leeftijd.

### Proza
- De troonopvolger (1967)
- Lang weekend (1968)
- 1 cola met 6 rietjes (1969)
- 362.880 x Jef Geys (1970; heruitgegeven in 1985 met hoofdstukken in een gewijzigde volgorde)
- Troïka voor spoken (1970 met F. Depeuter en R. Hannelore)
- Mietje Porselein en Lili Spring-in-'t Veld (1970)
- In beslag genomen. Een politiek-erotische satire (1972)
- De dag dat Lester Saigon kwam (1974)
- Minder cola met nog meer rietjes (1976)
- Aantekeningen van een stambewaarder (1977)
- Brief aan Boudewijn (1980, in 1982 bekroond met de Henriette Roland Holst-prijs)
- Het beleg van Laken (1985)
- Aangewaaid (1986)
- ¡Querido hermano! (1988)
- Gek leven na het bal! (1990)
- Het gevallen baken (1991)
- Het leven na beklag (1992)
- Amanda en de widowmaker (1994)
- Verdwaalde post (1998)
- Een lichtgevoelige jongen (2001)
- Op gelijke voet. Brief aan cultureel Vlaanderen (2003, essay)
- De beiaard en de dove man (2004)
- De veilingmeester (2007)
- Terug naar Walden (2009)
- Een vrouw voor elk seizoen (2011, verhalenbundel)
- Het alfabet van de stilte (2013)
- De vreemdelinge (2015)
- De babyboomboogie (2017)
- Niets voor de familie (2019)
- Crossroads (2021)
- Tijl Uilenspiegel (2022)
- De lastige liefde (2023)

### Toneel
- Mazelen (1971)
- Groenten uit Balen (1972)
- Een andere Vermeer (1972)
- De rekening van het kind (1973)
- Greenwich (1974)
- Het wemelbed (1975)
- De horzel in de nek (vijf toneelstukken) (1977)
- Tot Nut van ‘t Algemeen (1979)
- Au bouillon belge (1980)
- Tien jaar later: ‘t jaar 10 (1980)
- De tuinman van de koning (gedramatiseerd fragment uit Het beleg van Laken)(1986)
- Het proces Xhenceval (1990)
- Amanda en de widowmaker (1993)
- De bloemen, de vogels, de gruwel (1994)
- De Ronde van Vlaanderen (Mooi en Meedogenloos) (1999)
- Vermist (2003)
- Meedogenloos Mooi (vier toneelstukken) (2008)
- Getelde dagen (2009)
- Biechten (2012)